# Orden de la Imitación de Cristo
La Orden de la Imitación de Cristo (en latín: Congregatio de Imitatione Christi ), también conocida como Bethany Ashram, es una institución religiosa masculina de derecho pontificio perteneciente al rito siro-malankar. Los miembros de esta congregación clerical posponen a sus nombres las iniciales O.I.C. (del inglés: Order of the Imitation of Christ ).

## Historia
La congregación fue fundada por Geevarghese Mar Ivanios en 1919 en Perunad (Kerala), en el seno de la Iglesia ortodoxa de Malankara. Profesor de la Universidad de Serampore (Calcuta), Geevarghese se empezó a interesar desde joven por la vida monástica, inspirándose en la figura de San Basilio. También se interesó por las experiencias de Gandhi en el Sabarmati Ashram y de Rabindranath Tagore en el Santiniketan, que le proporcionaron una nueva visión del monaquismo indio. Estas experiencias le hicieron reflexionar sobre la creación de una orden de misioneros para llevar a cabo la tarea de la evangelización de la India. Poco a poco la residencia de Geevarghese y sus seguidores en Serampore se convirtió en un ashram (monasterio), y comenzaron a vivir una vida religiosa de acuerdo a las reglas monásticas de San Basilio, adaptadas a la cultura india. 
A su regreso a Kerala, Geevarghese buscó un lugar para establecer un ashram. Uno de sus amigos, John Vakeel donó 100 acres (400 000 m2) de tierra en Mundanmala (Perunad, Kerala), donde en 1919 Geevarghese y sus seguidores construyeron una pequeña choza con techo de paja hecha de ramas de árboles y bambú. Orando para encontrar un nombre para el ashram abrió la Biblia y encontró la palabra Betania, por lo que nombró su orden Bethany Ashram, que pronto se convirtió en un lugar de peregrinación y experimentación espiritual, así como un refugio para los pobres y los marginados. En 1925 fundó igualmente el Bethany Madhom (convento) para mujeres.
En 1925 el Sínodo malankara decidió ordenar a Geevarghese como obispo del Bethany Ashram, siendo consagrado obispo de la Iglesia ortodoxa de Malankara por el Catolicós Baselios Geevarghese I el 1 de mayo de 1925. Pero el sueño de Mar Ivanios era la comunión con la Iglesia católica de Roma, que se hizo realidad el 20 de septiembre de 1930, cuando juró la profesión católica ante el obispo de Kollam, Aloysius Maria Benziger, junto con Mar Theophilos, el Obispo Sufragáneo de Betania, y los monjes John Kuzhinapurath, Alexander Attupurath y Chacko Kiliyileth, que formaron el germen de la Iglesia católica siro-malankar, que se estableció como Iglesia Católica Oriental sui iuris. En ese momento la Orden de la Imitación de Cristo fue reconocida como una congregación religiosa interdiocesana.
En 1932 Mar Ivanios hizo una peregrinación a Roma y se reunió con el Papa Pío XI, que estableció entonces la jerarquía católica siro-malankar a través de la constitución apostólica Cristo pastorum Principi (11 de junio de 1932), siendo nombrado Mar Ivanios arzobispo de Trivandrum, cargo establecido como primado de la Iglesia malankara. 
En 1954 la Santa Sede revisó y aprobó las constituciones de la orden, que pasaron al derecho pontificio con el decreto emitido el 14 de abril de 1966 por la Congregación para las Iglesias Orientales, de la que  jurídicamente depende. 
Los miembros de la congregación llevan una vida de oración y penitencia, y se dedican a la labor de evangelización de los no cristianos y la labor ecuménica de los cristianos siro-jacobitas. La congregación está activa principalmente en las comunidades de rito siro-malankar, principalmente en Kerala. La sede de la Asamblea General está en Kottayam. Al 31 de diciembre de 2005 la congregación contaba 37 casas y 188 miembros, de los cuales 106 son sacerdotes.